# Tratado de Ximelá
O Tratado de Ximelá ou Simla (ou Acordo de Shimla) foi assinado entre a Índia e o Paquistão em 2 de julho de 1972, em Simla, a capital do estado indiano de Himachal Pradesh. Foi seguido da guerra entre as duas nações em 1971, que também levou à independência de Bangladesh, que antes era conhecido como Paquistão Oriental e era parte do território do Paquistão. O acordo foi ratificado pelos parlamentos de ambos os países no mesmo ano.[carece de fontes?]
O acordo foi o resultado da vontade de ambos os países para "pôr fim ao conflito e confrontos que até então marcavam as suas relações". Concebeu as medidas a serem tomadas para uma maior normalização das relações mútuas e também estabeleceu os princípios que deveriam reger as suas relações futuras. 

## Acordo de Deli
O Acordo de Deli sobre a Repatriação de Guerra e Internos Civis é um acordo tripartido entre os estados supracitados, assinado em abril de 1974. O acordo foi assinado por Kamal Hossain, o ministro das Relações Exteriores do Governo de Bangladesh, Sardar Swaran Singh, o ministro das Relações Exteriores da Índia e Aziz Ahmed, o Ministro de Estado para Defesa e das Relações Exteriores do governo do Paquistão. 